# Unió civil

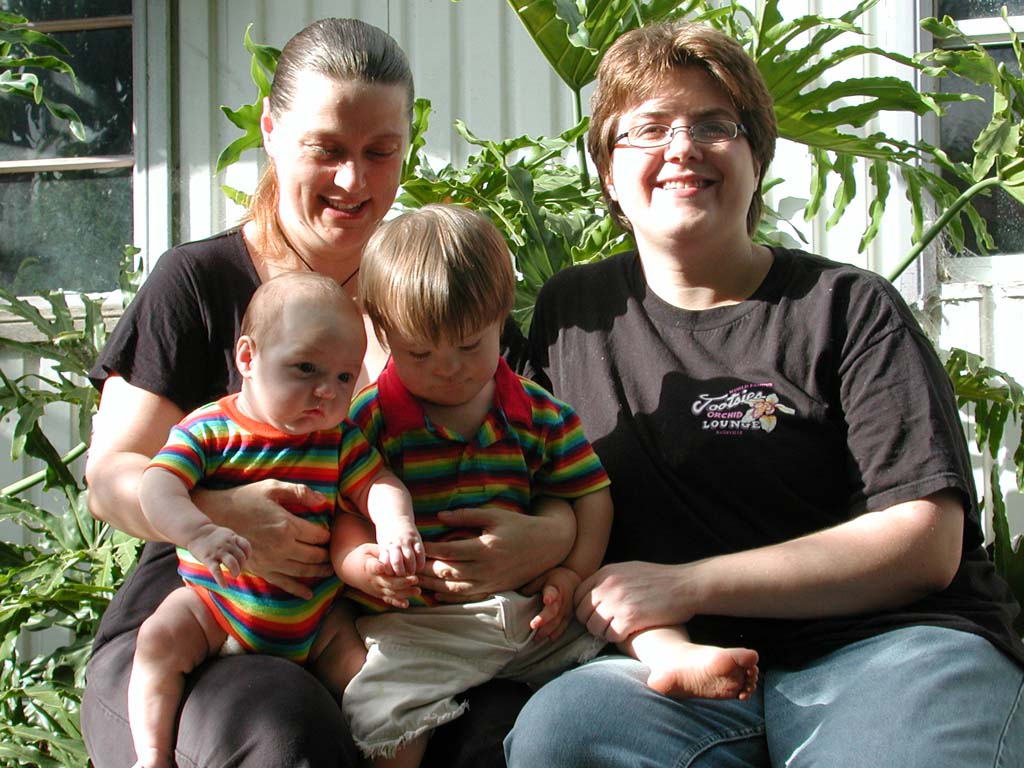
La convivència superior a dos anys o un fill en comú suposen l'acreditació d'unió estable de parella, sense tenir en compte l'orientació sexual dels seus membres

Una unió civil es una de las diverses denominacions referides a un estat civil diferent al matrimoni, entre parelles del mateix o de diferent sexe.
La font dels drets i obligacions de la unió civil provenen de la decisió de dues persones a estar juntes, motivada generalment per un enllaç afectiu o un caràcter contractual. Això obeeix al sistema jurídic del país on s'asseguri que les dues persones arribin a concretar-ne el desenvolupament lliure i el benestar comú.
En alguns països o Estats, les unions civils també estan disponibles per als heterosexuals que vulguin establir una convivència, però que no volen assolir l'estat que els atorga el matrimoni civil. La unió civil i la unió lliure són actes que pot ser vàlids segons la comunitat on es realitzin, però en el cas de França, un Pacte de Solidaritat (o PACS com se l'anomena aquí) és vàlid no només en una comunitat o província sinó a tot el territori nacional. Ambdós termes no són el mateix estrictament ja que depèn de si aquesta unió lliure té empara legal o no.
Hi ha molts tipus dunions civils. Alguns tipus d'unions civils poden arribar a pràcticament idèntics drets i obligacions propis d'un matrimoni civil i diferenciar-se només en la denominació; altres unions civils tenen drets exclusius però no excloents dels drets i obligacions atorgades a les parelles casades civilment; i altres són només registres de les relacions. Això dependrà de com l'Estat atengui i legisli sobre els drets i necessitats de la comunitat LGBTIQ+.

## Visió general i terminologia

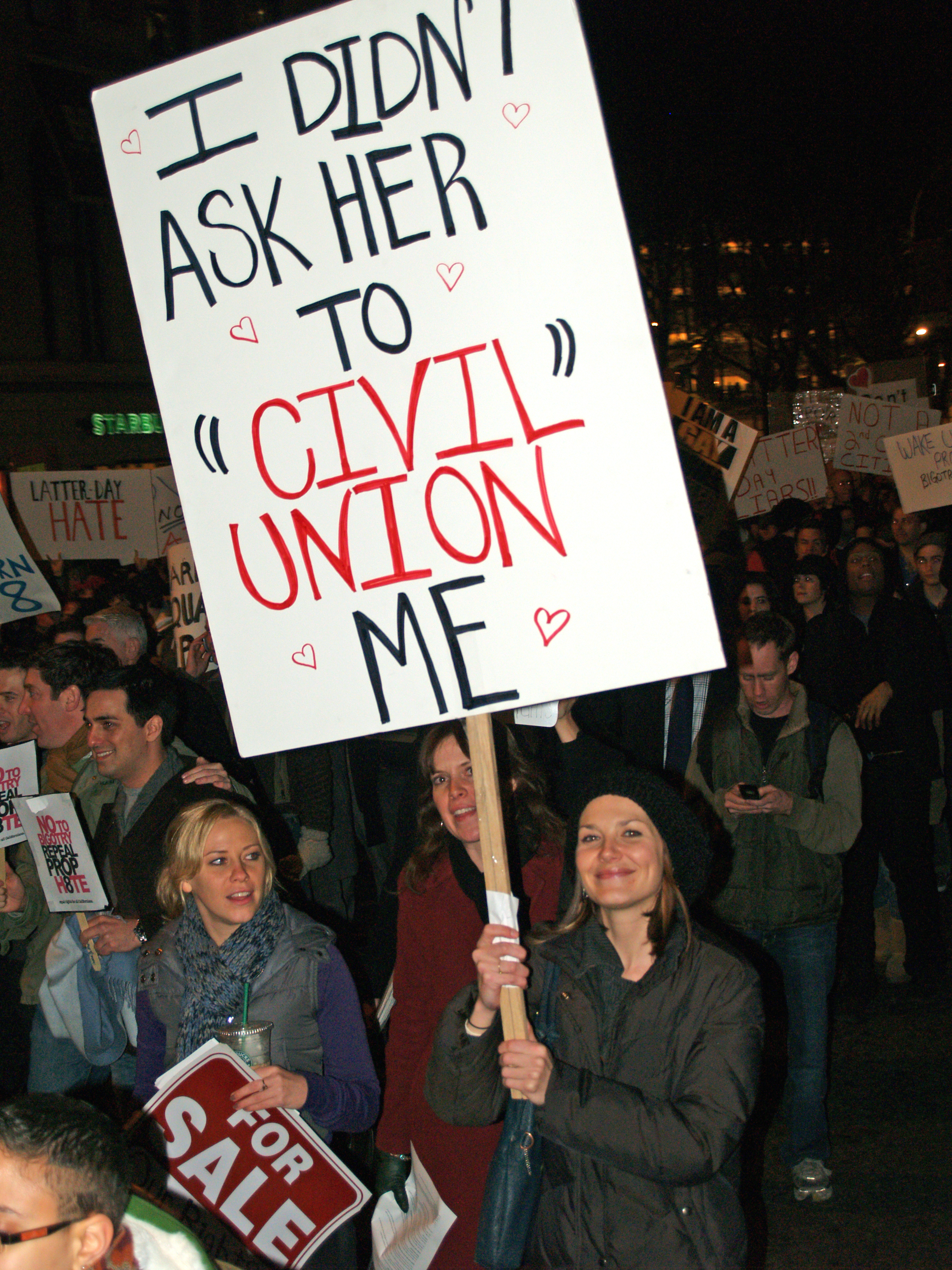
Alguns han rebutjat la noció d'unions civils, com aquest manifestant en una gran manifestació a la ciutat de Nova York contra la Proposició 8 de Califòrnia

Els termes que s'utilitzen per a designar les unions civils no estan normalitzats i varien àmpliament d'un país a un altre. Les relacions sancionades pel govern que poden ser similars o equivalents a les unions civils inclouen col·laboracions civils, associacions registrades, col·laboracions domèstiques, relacions significatives, relacions de beneficiaris recíprocs, matrimoni de dret comú, relacions interdependents per a adults, associacions de vida, unions estables, pactes de solidaritat civil, etc. El nivell exacte de drets, prestacions, obligacions i responsabilitats també varia, segons les lleis d'un determinat país. Algunes jurisdiccions permeten que les parelles del mateix sexe adoptin, mentre que d'altres els prohibeixen fer-ho o permeten l'adopció només en determinades circumstàncies.
Tal com s'utilitzava als Estats Units, a partir de l'estat de Vermont l'any 2000, el terme unió civil ha connotat un estatus equivalent al matrimoni per a parelles del mateix sexe; el partenariat nacional, ofert per alguns estats, comtats, ciutats i empresaris des del 1985, generalment ha connotat un estat inferior amb menys beneficis. No obstant això, les legislatures dels estats de la Costa Oest de Califòrnia, Oregó i Washington han preferit la col·laboració nacional per a la promulgació de lleis similars o equivalents a les lleis d'unió civil dels estats de la Costa Est.
Els sindicats civils no consideren un reemplaçament del matrimoni per part de la comunitat LGTBI. "El matrimoni als Estats Units és una unió civil; però la unió civil, com s'ha anomenat, no és matrimoni", va dir Evan Wolfson, de Freedom to Marry. "És un hipotètic mecanisme legal proposat, ja que no existeix en la majoria de llocs, per donar algunes de les proteccions, però també manlleva drets a les persones gais. No hi ha motius per fer-ho." Tanmateix, alguns opositors al matrimoni del mateix sexe afirmen que les unions civils roben al matrimoni la seva condició única; Randy Thomasson, director executiu de la Campanya per a les Famílies de Califòrnia, denomina les unions civils "matrimoni homosexual amb un altre nom" i afirma que les unions civils proporcionen a les parelles del mateix sexe "tots els drets del matrimoni disponibles sota la legislació estatal". El Tribunal Suprem de Califòrnia, en la decisió dels casos de casament, va notar nou diferències en dret estatal.
Les unions civils se solen criticar perquè són "separades però iguals"; segons els crítics diuen que segreguen parelles del mateix sexe obligant-les a usar una institució separada. Els partidaris del matrimoni entre el mateix sexe afirmen que el tractament de les parelles del mateix sexe diferent de les altres parelles segons la llei permet un tractament inferior, i que si les unions civils fossin les mateixes que el matrimoni, no hi hauria cap raó per a dues lleis separades. Una comissió de Nova Jersey que revisava la llei de la unió civil de l'estat va informar que la llei "convida i fomenta el tractament desigual de les parelles del mateix sexe i els seus fills". Alguns han suggerit que crear unions civils obertes a parelles de sexe oposat evitaria les acusacions d'apartheid. A aquestes unions, encara se'ls ha criticat que l'exdiputada neozelandesa i la feminista Marilyn Waring han estat "separades però iguals", ja que les parelles del mateix sexe romanen excloses del dret a casar-se.
Els defensors dels sindicats civils asseguren que proporcionen una igualtat pràctica per a les parelles del mateix sexe i solucionen els problemes sobre àmbits com ara els drets de visita a l'hospital i la transferència de propietats causada per la manca de reconeixement legal. Els defensors també afirmen que crear unions civils és una manera més pragmàtica de garantir que les parelles del mateix sexe tinguin drets legals, ja que evita els problemes més controvertits sobre el matrimoni i la reivindicació que el terme tingui una font religiosa.
Molts partidaris del matrimoni entre el mateix sexe afirmen que la paraula "matrimoni" té importància i que el terme "unió civil" (i els seus equivalents) no transmeten el sentit emocional ni aporten el respecte que comporta el matrimoni. L'advocat general dels Estats Units i procurador del cas Perry contra Schwarzenegger, Theodore Olsen, va dir que el fet de reconèixer les parelles del mateix sexe sota el terme "associació domèstica" estigmatitza les relacions de gent homosexual tractant-les com si fossin "quelcom semblant a una empresa comercial, no pas a una unió d'amor". Molts també afirmen que el fet que sovint no s'entenen les unions civils pot causar dificultats per a parelles del mateix sexe en situacions d'emergència.

## Regulació a Catalunya
La unió estable de parella és un terme legal, recollit per la llei 25/2010 de 29 de juliol, del llibre segon del Codi civil de Catalunya, relatiu a la persona i la família, que pressuposa uns drets a les persones integrants d'una parella.
Segons el dret català, una parella estable és aquella formada per dues persones, majors d'edat, que conviuen de manera anàloga a la matrimonial, sempre que la duració de la convivència sigui superior a dos anys ininterromputs o hi hagi un fill comú, o formalitzin la relació en escriptura pública. Tal com defineix la llei, les relacions de la parella estable es regulen exclusivament pels pactes dels convivents, mentre dura la convivència.
No és necessària l'acreditació en cap registre i, per tant, per acreditar una unió estable no formalitzada en escriptura pública és suficient qualsevol mitjà de prova admissible en dret.
En cas de defunció d'un dels membres de la parella, l'altre membre de la parella té dret a la roba, mobles i estris del parament de l'habitatge comú; a viure a l'habitatge comú durant l'any següent a la mort del convivent (el que seria equivalent a l'any de dol). També existeix el dret a ser alimentat amb càrrec al patrimoni del mort durant l'any següent a la seva mort, i a la compensació per raó del treball que li correspongui.
El convivent que en una unió estable de parella sobreviu, sense diferències entre una parella heterosexual com homosexual, té els mateixos drets successoris que el cònjuge vidu.

## Distribució geogràfica

Unions civils al món.
Unions civils per a parelles del mateix o de diferent sexe.
Unions civils només per a parelles de diferent sexe.
Unions civils només per a parelles del mateix sexe.
Unions civils per a parelles del mateix sexe desaparegudes després de la legalització del matrimoni igualitari.
Sense unions civils.

A més del matrimoni, hi ha altres figures que contemplen la convivència de persones del mateix sexe, com les unions civils, que atorguen als contraents molts dels drets i obligacions que suposa el matrimoni entre persones heterosexuals encara que no els equiparen totalment. Alguns països ja han deixat d'oferir aquesta mena d'unió després de legalitzar el matrimoni.
Entre els països o les regions subnacionals que han creat lleis que permeten unions civils entre persones del mateix i de sexe diferent, es troben els següents:
| País                                    | Regió                                        | Unió civil | Matrimoni igualitari          |
| --------------------------------------- | -------------------------------------------- | ---------- | ----------------------------- |
| Alemanya                                | Alemanya                                     | 2001-2017  | 2017                          |
| Andorra                                 | Andorra                                      | 2014       | 2023                          |
| Argentina                               | Argentina                                    | 2015       | 2010                          |
| Austràlia                               | Tasmània                                     | 2004       | 2017                          |
| Austràlia                               | Austràlia Meridional                         | 2007       | 2017                          |
| Austràlia                               | Territori de la Capital Australiana Canberra | 2008       | 2017                          |
| Austràlia                               | Victòria (Austràlia) Victòria                | 2008       | 2017                          |
| Austràlia                               | Nova Gal·les del Sud                         | 2010       | 2017                          |
| Austràlia                               | Queensland                                   | 2012       | 2017                          |
| Àustria                                 | Àustria                                      | 2010       | 2019                          |
| Bèlgica                                 | Bèlgica                                      | 2000       | 2003                          |
| Bolívia                                 | Bolívia                                      | 2020       | No                            |
| Brasil                                  | Brasil                                       | 2011       | 2013                          |
| Canadà                                  | Alberta                                      | 2003       | 2005                          |
| Canadà                                  | Manitoba                                     | 2001       | 2005                          |
| Canadà                                  | Nova Escòcia                                 | 2001       | 2005                          |
| Canadà                                  | Quebec                                       | 2002       | 2005                          |
| Xile                                    | Xile                                         | 2015       | 2022                          |
| Xipre                                   | Xipre                                        | 2015       | No                            |
| Colòmbia                                | Colòmbia                                     | 2009       | 2016                          |
| Costa Rica                              | Costa Rica                                   | 2015       | 2020                          |
| Croàcia                                 | Croàcia                                      | 2014       | No                            |
| Dinamarca                               | Dinamarca metropolitana                      | 1989-2012  | 2012                          |
| Dinamarca                               | Groenlàndia                                  | 1996-2016  | 2016                          |
| Equador                                 | Equador                                      | 2008       | 2019                          |
| Eslovènia                               | Eslovènia                                    | 2006       | 2022                          |
| Espanya · (anomenant-se parella de fet) | Ceuta                                        | 1998       | 2005                          |
| Espanya · (anomenant-se parella de fet) | Catalunya                                    | 1998       | 2005                          |
| Espanya · (anomenant-se parella de fet) | Aragó                                        | 1999       | 2005                          |
| Espanya · (anomenant-se parella de fet) | Castella-La Manxa                            | 2000       | 2005                          |
| Espanya · (anomenant-se parella de fet) | Navarra                                      | 2000       | 2005                          |
| Espanya · (anomenant-se parella de fet) | València                                     | 2001       | 2005                          |
| Espanya · (anomenant-se parella de fet) | Illes Balears                                | 2002       | 2005                          |
| Espanya · (anomenant-se parella de fet) | Andalusia                                    | 2002       | 2005                          |
| Espanya · (anomenant-se parella de fet) | Astúries                                     | 2002       | 2005                          |
| Espanya · (anomenant-se parella de fet) | Madrid                                       | 2002       | 2005                          |
| Espanya · (anomenant-se parella de fet) | Castella i Lleó                              | 2002       | 2005                          |
| Espanya · (anomenant-se parella de fet) | Extremadura                                  | 2003       | 2005                          |
| Espanya · (anomenant-se parella de fet) | País Basc                                    | 2003       | 2005                          |
| Espanya · (anomenant-se parella de fet) | Canàries                                     | 2003       | 2005                          |
| Espanya · (anomenant-se parella de fet) | Cantàbria                                    | 2005       | 2005                          |
| Espanya · (anomenant-se parella de fet) | Galícia                                      | 2008       | 2005                          |
| Espanya · (anomenant-se parella de fet) | Melilla                                      | 2008       | 2005                          |
| Espanya · (anomenant-se parella de fet) | La Rioja                                     | 2010       | 2005                          |
| Espanya · (anomenant-se parella de fet) | Múrcia                                       | 2018       | 2005                          |
| Estats Units                            | Hawaii                                       | 1997       | 2013                          |
| Estats Units                            | Califòrnia                                   | 1999       | 2013                          |
| Estats Units                            | Vermont                                      | 2000-2009  | 2009                          |
| Estats Units                            | Washington D.C. Districte de Columbia        | 2002       | 2010                          |
| Estats Units                            | Maine                                        | 2004       | 2012                          |
| Estats Units                            | Nova Jersey                                  | 2004       | 2013                          |
| Estats Units                            | Connecticut                                  | 2005-2008  | 2008                          |
| Estats Units                            | Washington                                   | 2007       | 2012                          |
| Estats Units                            | Maryland                                     | 2008       | 2013                          |
| Estats Units                            | Oregon                                       | 2008       | 2014                          |
| Estats Units                            | Nou Hampshire                                | 2008-2010  | 2010                          |
| Estats Units                            | Wisconsin                                    | 2009-2018  | 2014                          |
| Estats Units                            | Colorado                                     | 2009       | 2014                          |
| Estats Units                            | Nevada                                       | 2009       | 2014                          |
| Estats Units                            | Illinois                                     | 2011       | 2014                          |
| Estats Units                            | Rhode Island                                 | 2011-2012  | 2013                          |
| Estats Units                            | Delaware                                     | 2012-2013  | 2013                          |
| Estònia                                 | Estònia                                      | 2016       | 2023                          |
| Finlàndia                               | Finlàndia                                    | 2002-2017  | 2017                          |
| França                                  | França                                       | 1999       | 2013                          |
| Grècia                                  | Grècia                                       | 2015       | 2024                          |
| Hong Kong                               | Hong Kong                                    | 2023       | No                            |
| Hongria                                 | Hongria                                      | 1996       | No                            |
| Irlanda                                 | Irlanda                                      | 2011-2015  | 2015                          |
| Islàndia                                | Islàndia                                     | 1996-2010  | 2010                          |
| Israel                                  | Israel                                       | 1994       | No                            |
| Itàlia                                  | Itàlia                                       | 2016       | No                            |
| Letònia                                 | Letònia                                      | 2023       | No                            |
| Liechtenstein                           | Liechtenstein                                | 2011       | No                            |
| Luxemburg                               | Luxemburg                                    | 2004       | 2015                          |
| Malta                                   | Malta                                        | 2014       | 2017                          |
| Mèxic                                   | Ciudad de México                             | 2006       | 2009                          |
| Mèxic                                   | Coahuila de Zaragoza                         | 2007       | 2014                          |
| Mèxic                                   | Campeche                                     | 2013       | 2016                          |
| Mèxic                                   | Colima                                       | 2013-2016  | 2016                          |
| Mèxic                                   | Jalisco                                      | 2014-2018  | 2016                          |
| Mèxic                                   | Michoacán                                    | 2015       | 2016                          |
| Mèxic                                   | Nayarit                                      | 2015       | 2015                          |
| Mèxic                                   | Morelos                                      | 2016       | 2016                          |
| Mèxic                                   | Tlaxcala                                     | 2017       | 2020                          |
| Mèxic                                   | Hidalgo                                      | 2019       | 2019                          |
| Mèxic                                   | Oaxaca                                       | 2019       | 2019                          |
| Mèxic                                   | San Luis Potosí                              | 2019       | 2019                          |
| Mèxic                                   | Puebla                                       | 2019       | 2019                          |
| Mèxic                                   | Veracruz                                     | 2020       | 2022                          |
| Mèxic                                   | Querétaro                                    | 2021       | 2021                          |
| Mèxic                                   | Quintana Roo                                 | 2021       | 2012                          |
| Mèxic                                   | Sinaloa                                      | 2021       | 2021                          |
| Mèxic                                   | Sonora                                       | 2021       | 2021                          |
| Mèxic                                   | Guerrero                                     | 2022       | 2022                          |
| Mèxic                                   | Estat de Mèxic                               | 2022       | 2022                          |
| Mèxic                                   | Tabasco                                      | 2022       | 2022                          |
| Mèxic                                   | Tamaulipas                                   | 2022       | 2022                          |
| Mèxic                                   | Yucatán                                      | 2022       | 2022                          |
| Mèxic                                   | Zacatecas                                    | 2022       | 2022                          |
| Mèxic                                   | Baja California Sur                          | 2023       | 2019                          |
| Mèxic                                   | Nuevo León                                   | 2023       | 2019                          |
| Mònaco                                  | Mònaco                                       | 2020       | No                            |
| Montenegro                              | Montenegro                                   | 2021       | No                            |
| Noruega                                 | Noruega                                      | 1993-2009  | 2009                          |
| Nova Zelanda                            | Nova Zelanda                                 | 2005       | 2013                          |
| Països Baixos                           | Países Bajos metropolitanos                  | 1998       | 2001                          |
| Països Baixos                           | Carib Neerlandès                             | 2012       | 2012                          |
| Països Baixos                           | Aruba                                        | 2016       | No                            |
| Portugal                                | Portugal                                     | 2001       | 2010                          |
| Regne Unit                              | Regne Unit metropolità                       | 2005       | 2014, 2020 (Irlanda del Nord) |
| Regne Unit                              | Illes Caiman                                 | 2020       | No                            |
| Regne Unit                              | Illa de Man                                  | 2011       | 2016                          |
| Regne Unit                              | Jersey                                       | 2012       | 2018                          |
| Regne Unit                              | Gibraltar                                    | 2014       | 2016                          |
| Regne Unit                              | Guernsey                                     | 2020       | 2020                          |
| Regne Unit                              | Illes Malvines                               | 2017       | 2017                          |
| Regne Unit                              | Bermudes                                     | 2018       | No                            |
| Txèquia                                 | Txèquia                                      | 2006       | No                            |
| San Marino                              | San Marino                                   | 2018       | No                            |
| Sud-àfrica                              | Sud-àfrica                                   | 2006       | 2006                          |
| Suècia                                  | Suècia                                       | 1995-2009  | 2009                          |
| Suïssa                                  | Suïssa                                       | 2007       | 2022                          |
| República de la Xina                    | República de la Xina                         | 2019       | 2019                          |
| Uruguai                                 | Uruguai                                      | 2008       | 2013                          |